# Цулыгин, Ярослав Николаевич
Ярослав Николаевич Цулыгин (род. 22 июля 2004, Уфа) — российский хоккеист, защитник.

## Биография
Сын хоккеиста и тренера Николая Цулыгина. Старший брат Кирилл также хоккеист.
Воспитанник «Салавата Юлаева». В сезонах 2021/22 — 2023/24 играл в команде МХЛ «Толпар», со сезона 2022/23 игрок «Салавата Юлаева» в КХЛ, также выступал за «Торос» в ВХЛ.Продлил контракт с "Салаватом Юлаевым" до 31 мая 2026 года